# Cirilo Bertrán Sanz Tejedor
Svatý Cirilo Bertrán Sanz Tejedor rodným jménem José (20. března 1888, Lerma – 9. října 1934, Turón) byl španělský římskokatolický řeholník Kongregace školských bratří a mučedník.

## Život
Narodil se 20. března 1888 v Lermě jako syn obyčejných dělníků kteří jej naučili strohému, obětavému a náboženskému životu. Dne 12. července 1905 vstoupil v Bujedu do noviciátu Kongregace školských bratří. Během svého apoštolského života ukázal velkou odvahu a zápal. Působil jako ředitel škol v Riotuertu a Svatého Josefa v Santanderu. Roku 1933 mu byla svěřena škola Notre Dame v Covadonze. Nebylo to klidné místo, protože se zde nacházeli fanatičtí protagonisté proletářské revoluce.
Během léta 1934 se s ostatními bratry kongregace patřící do Severní části Španělska zúčastnil ústupu na Valladolid a to mu přineslo mučednictví. Dne 9. října 1934 byl se svými 8 spolubratry zavražděn.

## Úcta
Dne 5. října 1944 byl v diecézi Oviedo zahájen proces jeho svatořečení ve skupině dalších osmi turónských mučedníků.
Dne 7. září 1989 uznal papež svatý Jan Pavel II. jejich mučednictví. Blahořečeni byli 29. dubna 1990.
Dne 21. prosince 1998 uznal papež Jan Pavel II. zázrak uzdravení na jejich přímluvu. Svatořečeni byli 21. listopadu 1999.